# Stephen Harriman Long

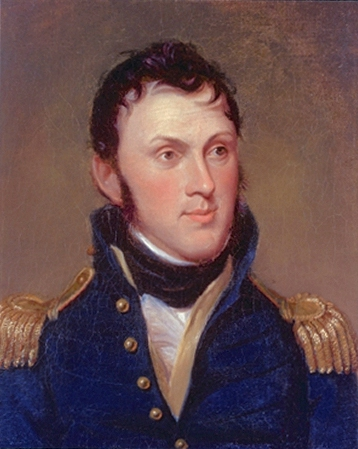
Retrato feito por Charles Willson Peale de Stephen Harriman Long.

Stephen Harriman Long (30 de dezembro de  1784 – 4 de setembro de 1864) foi um militar, engenheiro e explorador norte-americano. 
Fez parte do Corpo de Engenheiros Topógrafos dos Estados Unidos. Como engenheiro e inventor é conhecido pelos seus  projetos para o desenvolvimento da locomotiva a vapor e, como oficial do exército, conduziu uma expedição científica por uma extensa área das Grandes Planícies, que descreveu como o "Grande Deserto Americano". O Longs Peak, no Colorado, foi nomeado em sua honra.